# Gwon Jung-hyeon
Gwon Jung-hyeon (hangeul : 권중현, hanja : 權重顯, 27 novembre 1854 - 19 mars 1934), aussi écrit Kwon Jung-hyun, est un général et homme politique coréen qui fut ministre de la Justice de 1899 à 1910 et ministre de l'Agriculture, du Commerce et de l'Industrie de 1905 à 1910.
Il est surtout connu pour être l'un des « Cinq traîtres d'Eulsa » qui ont signé le traité d'Eulsa en 1905 qui a fait de la Corée un protectorat japonais. En raison de son implication dans le traité, il est de son vivant une figure impopulaire et fait face à une tentative d'assassinat en 1907 menée par un groupe d'assassins dirigé par Na-Cheol (ko).

## Biographie
Originaire de Yeongdong, Gwon apprend le japonais dès son plus jeune âge et rejoint le parti Gaehwa, un parti politique pro-japonais. En 1883, il devient secrétaire du bureau de surveillance de la Toei, puis secrétaire au Japon. En 1891, il devient agent des douanes à Incheon et participe à la signature du traité austro-coréen de 1892 (en) avec l'Autriche-Hongrie. Après cela, il occupe successivement des postes tels que Hanseongbu Panyun (ko), au Conseil d'État et comme vice-président de Pyohunwon (ko), et est nommé ministre de la Justice en 1899. À ce poste, il dirige l'exécution de Gwon Hyeong-jin et d'Ahn Gyeong-su.
À partir de 1901, il continue à être actif dans le domaine militaire, notamment en tant que ministre des Affaires militaires. En 1902, il devient directeur de l'académie militaire de l'empire coréen (en), puis chef du tribunal militaire. À l'aube de la guerre russo-japonaise, il est nommé agent d'accueil pour saluer Itō Hirobumi. En 1904, il est promu lieutenant-général des forces armées impériales coréennes (en). À la même époque, il est également président de l'Agence ferroviaire. En juillet 1904, il est envoyé à Liaoyang et Lüshunkou pour consolider les forces japonaises  avec le major Cho Seung-guen et le capitaine No Baek-rin (en). En janvier 1905, il est nommé ministre de l'Armée.
Le 26 septembre 1905, il est nommé ministre de l'Agriculture, du Commerce et de l'Industrie en tant que membre du cabinet de Han Kyu-seol. Le 17 novembre 1905, il signe le traité d'Eulsa avec quatre autres ministres. Il s'est auparavant opposé à cette signature, mais lorsque Han Kyu-seol avait été emmené par les Japonais parce qu'il s'y opposait, Gwon avait changé de position et approuvé le traité. Les cinq bureaucrates, dont Gwon Jung-hyeon, sont évités car les générations suivantes les surnomment rétrospectivement les « Cinq traîtres d'Eulsa ». En 1907, il est l'objet d'une tentative d'assassinat par le groupe d'assassins dirigé par Na-Cheol (ko) et Kang Won-sang (ko) et en sort grièvement blessé. Il ordonne à ses unités militaires de réprimer ces rébellions. En 1908, il reçoit le Grand Cordon de l'ordre du Soleil levant.
Lorsque le traité d'annexion de la Corée est signé en 1910, il reçoit le titre de vicomte de première classe le 16 octobre et est inscrit sur la liste de la noblesse coréenne. Pendant la période de domination japonaise, il est conseiller auprès de la Maison centrale du gouverneur-général de Corée et du Comité d'écriture de l'Histoire coréenne. En 1912, il reçoit la Médaille commémorative de l'annexion de la Corée et est promu au cinquième rang supérieur.
En 1919, il présente sa démission de son poste de conseiller à la Maison centrale, mais après cela, demande au gouverneur-général de Corée, Saitō Makoto, de revenir, et en 1925, est nommé conseiller du Comité d'écriture de l'Histoire coréenne. Il est réintégré en tant que conseiller de la Maison centrale pendant la période du gouverneur-général Yamanashi Hanzō.

## Postérité
L'héritage de Gwon reste très controversé au sein de la population coréenne car il est connu comme un collaborateur avec les forces japonaises. Il est inscrit sur la liste des 708 collaborateurs pro-japonais du Comité d'écriture de l'Histoire coréenne avec les quatre autres « Cinq traîtres d'Eulsa » en 2002. Il est également inscrit sur la liste des groupes pro-japonais de l'Institut pour les questions ethniques en 2008 et sur la liste des 106 actes nationaux pro-japonais du Comité de correction de la vérité sur les comportements pro-japonais et anti-nationaux. En 2007, la Commission d'enquête sur les biens des collaborateurs pro-japonais saisit ses biens ainsi que ceux de son fils adoptif, Gwon Tae-hwan (ko). Dans une enquête menée sur la lignée de la noblesse en 1960, son petit-fils travaillait dans une association d'art antique.